# Lissodema frigidum
Lissodema frigidum is een keversoort uit de familie platsnuitkevers (Salpingidae). De wetenschappelijke naam van de soort werd in 1891 gepubliceerd door Thomas Blackburn.